# 亨克·蒂默尔
汉克·蒂默（Henk Timmer，1971年12月3日—），荷蘭足球運動員，司職守門員。

## 生平
添馬的足球生涯可以用「平平無奇」四字來形容，蓋因他自出道以來都只是效力荷蘭小型球會茲沃勒，一直到將近三十歲為止。至2000年他才開始轉會，起先是到另一家小型球會阿爾克馬爾，惟一季後被外借到飛燕諾和阿積士各一年，皆僅上陣兩場。2003年他才重返阿爾克馬爾復任正選。
由於早期只效力小型球會，添馬要到2005年才獲得國家隊的青睞，出席了2006年世界杯擔任後備門將。2006年他轉投飛燕諾，至2009年退役。

## 外部連結
- 個人官方網站 （页面存档备份，存于）